# 金善永
金善永（韓語：김선영，1979年2月23日—），韩国女子柔道运动员。她曾代表韩国参加2000年夏季奥林匹克运动会柔道比赛，获得女子78公斤以上级铜牌。她也曾获得三枚亚洲柔道锦标赛奖牌。